# Rosa praetermissa
Rosa praetermissa är en rosväxtart som beskrevs av Anatol I. Galushko. Rosa praetermissa ingår i släktet rosor, och familjen rosväxter. Inga underarter finns listade i Catalogue of Life.